# La Gatomaquia
La Gatomaquia (A gatomaquia, A batalha dos gatos), é um poema épico burlesco de Lope de Vega publicado no fim de sua vida, em 1634, sob o pseudônimo de Tomé de Burguillos. Divide-se em sete silvas, e consta de aproximadamente 2.500 versos. Lope já havia tratado do tema épico de diversas perspectivas (Dragontea, Isidro, Jerusalém conquistada) ainda que sempre sob tom solene. Neste caso, a obra é heroico-cômica, e tem muitos antecedentes antigos formais, da Batracomiomaquia a modelos italianos do Renascimento, bem adaptados na Espanha como La loa de la pulga de Gutierre de Cetina, La mosquea de Villaviciosa e outras.
O argumento apresenta Zapaquilda, bela felina, amada de Marramaquiz, convertida em paródia de Helena de Troia e apaixonada pelo belo Micifuf. Depois de peripécias irônicas, serenatas, desafios e tentativas de encatamento, finalmente Marraquiz rapta Zapaquilda no dia de suas bodas com Micifuf. Declara-se a guerra entre os gatos, e o Olimpo divide suas preferências. Enfim Marraquiz morre durante uma saída em busca de comida, pelas mãos de um caçador, e o final feliz acontece entre Zapaquilda e Micifuf.